# وقف جبريل
وقف جبريل هي مواضع الوقف المندوبة في القراءة والتي كان النبي ﷺ يتحرّى الوقوف عليها.
وقد ذكر بعض علماء التجويد أنها عشرة مواضع، وعدها بعضهم سبعة عشر موضعاً، وزاد بعضهم على ذلك، وممن عدها عشرة مواضع صاحب المنار وذكرها في كتابه منار الهدى نقلا عن الإمام السخاوي.

## مواضع وقف جبريل
" قال السخاوي : ينبغي للقارى أن يتعلم وقف جبريل فإنه
1. كان يقف في سورة آل عمران عند قوله : } قُلْ صَدَقَ اللَّهُ { ثم يبتدئ } فَاتَّبِعُواْ مِلَّةَ إِبْرَاهِيمَ حَنِيفاً { والنبي صلى الله عليه وسلم يتبعه.
2. وكان النبي صلى الله عليه وسلم يقف في سورة البقرة والمائدة عند قوله تعالى : } فَاسْتَبِقُواْ الْخَيْرَاتِ }
3. وكان يقف على قوله } : سُبْحَانَكَ مَا يَكُونُ لِي أَنْ أَقُولَ مَا لَيْسَ لِي بِحَقٍّ }
4. وكان يقف عند } قُلْ هَـذِهِ سَبِيلِي أَدْعُو إِلَى اللَّهِ { ثم يبتدئ } عَلَى بَصِيرَةٍ أَنَاْ وَمَنِ اتَّبَعَنِي }
5. وكان يقف عند } كَذلِكَ يَضْرِبُ اللَّهُ الأَمْثَالَ { ثم يبتدئ } لِلَّذِينَ اسْتَجَابُواْ لِرَبِّهِمُ الْحُسْنَى }
6. وكان يقف عند } وَالأَنْعَامَ خَلَقَهَا { ثم يبتدئ } لَكُمْ فِيهَا دِفْءٌ }
7. وكان يقف عند } أَفَمَن كَانَ مُؤْمِناً كَمَن كَانَ فَاسِقاً { ثم يبتدئ } لاَّ يَسْتَوُونَ }
8. وكان يقف عند } ثُمَّ أَدْبَرَ يَسْعَى ( 22 ) فَحَشَرَ { ثم يتبدئ } فَنَادَى }
9. وكان يقف عند } لَيْلَةُ الْقَدْرِ خَيْرٌ مِّنْ أَلْفِ شَهْرٍ { ثم يبتدئ } تَنَزَّلُ الْمَلاَئِكَةُ }

## أقسام الوقف
|                                                       |                                                       |                                                       |                                                       |                                                       |                                                       |  |  | أقسام الوقف                        |                                    |                                    |                                    |                                    |                                    |  |  |                                                       |                                                       |                                                       |                                                       |                                                       |                                                       |
|                                                       |                                                       |                                                       |                                                       |                                                       |                                                       |  |  |                                    |                                    |                                    |                                    |                                    |                                    |  |  |                                                       |                                                       |                                                       |                                                       |                                                       |                                                       |
|                                                       |                                                       |                                                       |                                                       |                                                       |                                                       |  |  |                                    |                                    |                                    |                                    |                                    |                                    |  |  |                                                       |                                                       |                                                       |                                                       |                                                       |                                                       |
| اضطراري عند السعال أو العطس أو اي عذر                 | اضطراري عند السعال أو العطس أو اي عذر                 | اضطراري عند السعال أو العطس أو اي عذر                 | اضطراري عند السعال أو العطس أو اي عذر                 | اضطراري عند السعال أو العطس أو اي عذر                 | اضطراري عند السعال أو العطس أو اي عذر                 |  |  | اختياري ان تقف باخيارك دون اضرار   | اختياري ان تقف باخيارك دون اضرار   | اختياري ان تقف باخيارك دون اضرار   | اختياري ان تقف باخيارك دون اضرار   | اختياري ان تقف باخيارك دون اضرار   | اختياري ان تقف باخيارك دون اضرار   |  |  | اختباري للتعلم والاختبار                              | اختباري للتعلم والاختبار                              | اختباري للتعلم والاختبار                              | اختباري للتعلم والاختبار                              | اختباري للتعلم والاختبار                              | اختباري للتعلم والاختبار                              |
| اضطراري عند السعال أو العطس أو اي عذر                 | اضطراري عند السعال أو العطس أو اي عذر                 | اضطراري عند السعال أو العطس أو اي عذر                 | اضطراري عند السعال أو العطس أو اي عذر                 | اضطراري عند السعال أو العطس أو اي عذر                 | اضطراري عند السعال أو العطس أو اي عذر                 |  |  | اختياري ان تقف باخيارك دون اضرار   | اختياري ان تقف باخيارك دون اضرار   | اختياري ان تقف باخيارك دون اضرار   | اختياري ان تقف باخيارك دون اضرار   | اختياري ان تقف باخيارك دون اضرار   | اختياري ان تقف باخيارك دون اضرار   |  |  | اختباري للتعلم والاختبار                              | اختباري للتعلم والاختبار                              | اختباري للتعلم والاختبار                              | اختباري للتعلم والاختبار                              | اختباري للتعلم والاختبار                              | اختباري للتعلم والاختبار                              |
| حكمه الجواز مع مراعاة تمام المعنى عند استئناف القراءة | حكمه الجواز مع مراعاة تمام المعنى عند استئناف القراءة | حكمه الجواز مع مراعاة تمام المعنى عند استئناف القراءة | حكمه الجواز مع مراعاة تمام المعنى عند استئناف القراءة | حكمه الجواز مع مراعاة تمام المعنى عند استئناف القراءة | حكمه الجواز مع مراعاة تمام المعنى عند استئناف القراءة |  |  | حكمه جواز الوقف إذا لم يفسد المعنى | حكمه جواز الوقف إذا لم يفسد المعنى | حكمه جواز الوقف إذا لم يفسد المعنى | حكمه جواز الوقف إذا لم يفسد المعنى | حكمه جواز الوقف إذا لم يفسد المعنى | حكمه جواز الوقف إذا لم يفسد المعنى |  |  | حكمه الجواز مع مراعاة تمام المعنى عند استئناف القراءة | حكمه الجواز مع مراعاة تمام المعنى عند استئناف القراءة | حكمه الجواز مع مراعاة تمام المعنى عند استئناف القراءة | حكمه الجواز مع مراعاة تمام المعنى عند استئناف القراءة | حكمه الجواز مع مراعاة تمام المعنى عند استئناف القراءة | حكمه الجواز مع مراعاة تمام المعنى عند استئناف القراءة |
| حكمه الجواز مع مراعاة تمام المعنى عند استئناف القراءة | حكمه الجواز مع مراعاة تمام المعنى عند استئناف القراءة | حكمه الجواز مع مراعاة تمام المعنى عند استئناف القراءة | حكمه الجواز مع مراعاة تمام المعنى عند استئناف القراءة | حكمه الجواز مع مراعاة تمام المعنى عند استئناف القراءة | حكمه الجواز مع مراعاة تمام المعنى عند استئناف القراءة |  |  | حكمه جواز الوقف إذا لم يفسد المعنى | حكمه جواز الوقف إذا لم يفسد المعنى | حكمه جواز الوقف إذا لم يفسد المعنى | حكمه جواز الوقف إذا لم يفسد المعنى | حكمه جواز الوقف إذا لم يفسد المعنى | حكمه جواز الوقف إذا لم يفسد المعنى |  |  | حكمه الجواز مع مراعاة تمام المعنى عند استئناف القراءة | حكمه الجواز مع مراعاة تمام المعنى عند استئناف القراءة | حكمه الجواز مع مراعاة تمام المعنى عند استئناف القراءة | حكمه الجواز مع مراعاة تمام المعنى عند استئناف القراءة | حكمه الجواز مع مراعاة تمام المعنى عند استئناف القراءة | حكمه الجواز مع مراعاة تمام المعنى عند استئناف القراءة |